# Jules Masse
Jules Masse (Wasmes, 16 april 1865 - Bergen, 15 oktober 1931) was een Belgisch senator.

## Levensloop
Jules Masse werd gemeenteraadslid van Bergen.
In 1919 werd hij verkozen tot socialistisch senator voor het arrondissement Bergen, maar de verkiezing werd in februari 1920 ongeldig verklaard.